# 大谷ノブ彦 キキマス!
大谷ノブ彦 キキマス!（おおたにノブひこ キキマス!）はニッポン放送で2014年3月31日から2016年3月24日まで放送されたラジオ番組。

## 番組概要
ニッポン放送の平日午後のワイド番組枠にて『上柳昌彦 ごごばん!』を編成して来たが、2014年上半期の番組編成にて、2013年のナイターオフ期に編成されてきたバラエティ番組『 大谷ノブ彦 〜今日も一日〜 Good Job ニッポン』のパーソナリティの大谷と代理アシスタントを務めた脊山を昇格させた当該番組を編成。
番組コンセプトは、リスナーや“その道のプロ”から話を聞いて、その話題になっている出来事やこれから話題になるかもしれない出来事の“本質”を伝える、『“キク”情報番組』を謳っており、お笑い芸人がニッポン放送の平日午後枠にてパーソナリティを務めるのは21世以後初めてのパターンである。
番組放送中、Twitterのツイートでメッセージを募っており、番組ハッシュタグは『ダイノジ 大谷ノブ彦のオールナイトニッポン』で使用された「#netsu」であった。
その後、番組放送1年経過後、アシスタントと曜日レギュラーと中継リポーターを入れ替えたが、2016年2月25日放送回の冒頭で、放送開始後2年目の短期であるが、同年3月24日の放送をもって番組終了を発表し、同時間帯に同じく『オールナイトニッポン』のパーソナリティを担当していたRAG FAIRのボーカルであった、土屋礼央が務める『土屋礼央 レオなるど』をスタートさせた。

## 出演者

### パーソナリティ
- 大谷ノブ彦（ダイノジ） - 2014年3月31日 - 2016年3月24日

大谷不在時の代演
- 2015年5月7日：イジリー岡田（大谷が喉痛により欠席したため）
- 2015年11月2・4・5日は大谷が休暇のため、下記の人物が代演（11月3日は番組自体が休止）。
  - 11月2日：田辺晋太郎（音楽プロデューサー、肉マイスター）
  - 11月4日：荘口彰久（フリーアナウンサー、元ニッポン放送アナウンサー）
  - 11月5日：渡辺正行（タレント）
- 2016年1月12 - 14日：大地洋輔（大谷が体調不良により欠席したため）

### アシスタント
- 東島衣里（ニッポン放送アナウンサー） - 2015年3月30日 - 2016年3月24日

### キキマスター（スタジオレギュラー）
- 火曜：マキタスポーツ
- 水曜：森脇健児
  - 2016年1月13日は前々からの予定で欠席したため、相撲芸人のキンボシ西田が代演。

### リポーター
- 火曜：大地洋輔（ダイノジ）（大谷の相方）
- 木曜：イジリー岡田

### 過去の出演者
アシスタント
- 脊山麻理子（〜2015年3月27日）[注 1]

コメンテーター
- 松木安太郎（月曜　〜2015年3月24日）
- ダイアモンド☆ユカイ（木曜　〜2015年3月27日）

中継レポーター
以下はいずれも2014年9月末まで。
- 入江慎也（カラテカ）
- 藤崎ミシェル
- 倉持明日香（AKB48）
- 中村麻里子（AKB48）
- 梅田彩佳（NMB48）

以下は2015年10月末まで。
- 無法松（ほたるゲンジ）
- 上田浩二郞（Hi-Hi）

## タイムテーブル
- 13:00 オープニング
- 13:20 キキマスタートークセッション
- 13:30 ニッポン放送交通情報
- 13:33 ハロー神奈川
- 13:35 中継コーナー「キキマス!中継」
- 13:42 ニッポンチャレンジドアスリート：月〜金の通しで放送される。金曜は『金曜ブラボー。』に内包
- 13:50 ニッポン放送ニュース
- 13:53 ニッポン放送天気予報
- 13:55 ニッポン放送交通情報
- 14:00 プロにキキマス!：日替わりのテーマにそった話を専門家に伺う。
- 14:18 ひろたみゆ紀の ニッポンの小麦、がんばる。：ひろたみゆ紀が小麦に関する情報をリポートするミニ番組[4]。
- 14:22 ニッポン放送交通情報
- 14:24 ラジオリビング：リピート、ならびに「ショウアップナイタープレイボール」内のリビングコーナーも担当。なお、プレイボールでは2014年度は大谷と背山が担当したが、2015年度は東島が担当。
- 14:30 キキマス!ディリースペシャル
- 14:46 ショウアップナイター一番ノリ!
- 14:52 ニッポン放送ニュース
- 14:55 ニッポン放送天気予報：2014年6月はNRN企画ネット「のみごろ天気予報」、2014年7月は「熱中症対策天気予報」へと改題。
- 14:56 ニッポン放送交通情報：ここで「キキマスター」の出演は終了する。
- 15:00 （月〜水）3時のヒットパレード：「3時の頭は名曲をキキマス」をキーワードに3曲をピックアップする。2014年12月より放送された『キキマス! 3時の歌謡ショー』の改題版。ゲスト出演延長時は休止。
- 15:00 （木）キキマス!一点勝負：2015年3月までは木曜14時台。週末に行われる競馬の馬券予想を行う。清水久嗣もパートナーに加わる。ここで大谷が予想した馬が出走停止になるなどの不運が重なることから「デス馬券」、このコーナーにおいて大谷は「デス谷」とも呼ばれ、ゲスト出演した武豊に「僕の乗る馬を選択しないでくれ」とまで言われた[注 2]。
- 15:15 （水）レマコムのおいしい夢 キキマス!

2015年3月までは13:45頃の放送。
- 15:21 ニッポン放送交通情報
- 15:22 ラジオリビングリピート
- 15:25 大谷レコメンドミュージック：大谷のおすすめする曲を一曲選びその曲に対する思いを語るコーナー
- 15:36 本仮屋ユイカ 笑顔のココロエ
- 15:41 中継コーナー「キキマス!中継　お店のお話キキマス」
- 15:46 キキマス!トピックス 今日はどんな日
- 15:52 ニッポン放送天気予報、ニッポン放送交通情報
- 15:55 エンディング：2014年8月からは「かもめのbaby／Drop's」がエンディングテーマとなっている。スペシャルウィーク期間中は「ザ・ボイス そこまで言うか!」の飯田浩司とのクロストーク。最後はお別れのあいさつ（「明日も聴いてくれるかな?」「キキマス!」）で番組終了。

### 放送終了のコーナー
- 糖尿病をドクターにキキマス！：2014年11月から開始。糖尿病に関する情報を専門家に聞く。
- 日替わりキキマス!：（月）テレビ （火）からだ （水）音楽 （木）映画
- 中継コーナー
  - 1億3000万人キキマス化計画 - 2014年4月〜9月。13時台で放送された中継企画。無法松、上田、入江、藤崎によって構成された「チームキテマス!」が日替わりで担当していた。10月に「イッテキキマス!調査隊」と統合された。
  - イッテキキマス!調査隊 - 2014年4月からの半年は14:15頃と15:41の放送。横澤、大地、AKB48グループメンバー、岡田によって構成された「チームイッテキキマス!」が日替わりで担当していた。10月に「キキマス化計画」と統合され、14時台の中継が廃止された。2015年3月で終了。
    - （水）ちゅーけーびーのどこでもちゃぶ台返し! - 2014年6月から。ちゅーけーびー、とはAKBと中継の掛け合わせ。中継先の人々の怒りをちゃぶ台返しによって発散してもらう。AKBグループメンバーの降板により終了。
    - （木）昼下がり、人妻様のお悩みキキマス! - 人妻の悩みを聴いてそれに対して岡田が斬新な解決をする。
    - （水）幹事さん応援団! - 2014年11月から。中継先に集まったリスナーが「うえだくじ」（要はあみだくじ）をゴールから逆走していきあたった人に5000円を贈呈するもの。

## 放送時間
※JST表記
- 月曜日 - 木曜日 13:00 - 16:00

## 特別編成
- 『大谷ノブ彦 キキマス! ホリデースペシャル』（2014年5月5日 13:00 - 15:30） [注 3]。
- 『ニッポン放送ホリデースペシャル GREEN POWER PROJECT キキマス!　〜日本をグリーンの力でうごかそう〜』（2014年7月21日 13:00 - 15:00）[注 4]。
- 『ごめんね、そしてありがとう 音楽にのせて送る2014年のメッセージ』（2014年12月31日 13:00 - 20:50）[注 5]。
- 『大谷ノブ彦 東北でキキマス! 東日本大震災から4年、被災地のいま、そしてこれから』（2015年3月11日 11:30 - 16:00）東日本大震災から丸4年となるこの日、大谷や水曜キキマスターの森脇健児、報道部記者などによる東北地方のレポートを届けつつ、14:46を中心に行われる『東日本大震災四周年追悼式』（於：国立劇場）の模様を生中継する。[5]
- 『ニッポン放送ナイタースペシャル　大谷ノブ彦 夜もキキマス!』（2015年4月11日 19:00 - 21:00） - この日はすべてプロ野球がデーゲームのため、特別版として編成。
- 『FMでもキキマス!ゴールデンたまむすび』（2015年12月7日 12:55 - 15:30）ワイドFM開局記念として、TBSラジオ・文化放送との3局合同特番を中継局のある東京スカイツリーの天望デッキより公開生放送[6]。同時間帯のAM3局の昼ワイド番組が一堂に会し同時生放送を行い、本番組から大谷・東島、TBSラジオ『赤江珠緒 たまむすび』から赤江珠緒・カンニング竹山、文化放送『大竹まこと ゴールデンラジオ!』から大竹まこと・辺見えみり・太田英明が出演した。

## 番組イベント
- キキマス!夏祭り（2014年8月14日）ニッポン放送地下2階の「イマジンスタジオ」で行われた企画。大谷・脊山・ユカイ・岡田・藤崎が参加。
- ニッポン放送×京急連動企画 京急に乗って三浦海岸へいこう!（2014年8月23日）京急川崎駅から発車する特別列車「キキマス!トレイン」に乗って三浦海岸へ行きステージイベントを楽しむという企画。脊山・無法松・上田・入江・岡田・藤崎が参加。